# Cyprinodon diabolis
Cyprinodon diabolis är en fiskart som beskrevs av Wales, 1930. Cyprinodon diabolis ingår i släktet Cyprinodon, och familjen Cyprinodontidae. IUCN kategoriserar arten globalt som sårbar. Inga underarter finns listade.
Fisken har beskrivits som världens ovanligaste fisk, och har en population som uppgår till mellan 200 och 500 individer. Den förekommer enbart i ett system källpölar i Nye County i Nevada, USA.